# سيف
السيف سلاح أبيض رأسه مُدبَّبٌ حادٌ للطعن. استعمله الإنسان في الحرب منذ أقدم العصور، خصوصًا العصرَ الحديدي، لما عَرَفَ سَبْـكَ الحديد وطرقَه.

## أصل الاسم
ذَكَرَ أهْلُ اللُّغة أنَّ السيف مُشتَق من قولِهِمْ: سَافَ مَالُهُ، أَيْ هَلَكَ. فَلَمَّا كان السيفُ سَبَبًا للإهلاكِ سُمِّيَ سَيْفًا. وفي اللُّغَةِ أيضًا: سافَ المُقَاتِلُ عَدُوَّهُ وَتَسَيَّفَهُ، إِذا ضَرَبَهُ بِالسيف. ومِنْ هُنا قِيلَ لِلرَّجُلِ الَّذِي يُكَلَّفُ بضرب أعناق الجُنَاةِ سَيَّافُ الأمير أو سَيَّافُ الملك. وقيل استاف القومُ وتَسايَفُوا: إِذا تَضَارَبُوا بالسيوف. وقِيلَ: اسْتَافُوا، إِذا تَناولُوا السيوفَ. والسَّائفُ هوَ الضَّارِبُ بالسيفِ أو هو ذو السيف، والسَّيَّافُ مِثْلُهُ. أَمَّا المُسِيفُ: فَهُوَ المُتَقَلِّدُ بالسيف. ويُشَبَّهُ اللسانُ الفَصيحُ بِالسيفِ الصَّارِمِ (على سَبِيلِ المَجازِ) فَيُقَالُ: بَيْنَ فَكَيْ فُلان سيفٌ صارِمٌ. وقد عَدَّدَ العُلَماءُ وأهلُ اللُّغَةِ في العربيَّةِ لِلسيفِ حوالَيْ ألفَ اسْمٍ.

## صناعة السيوف

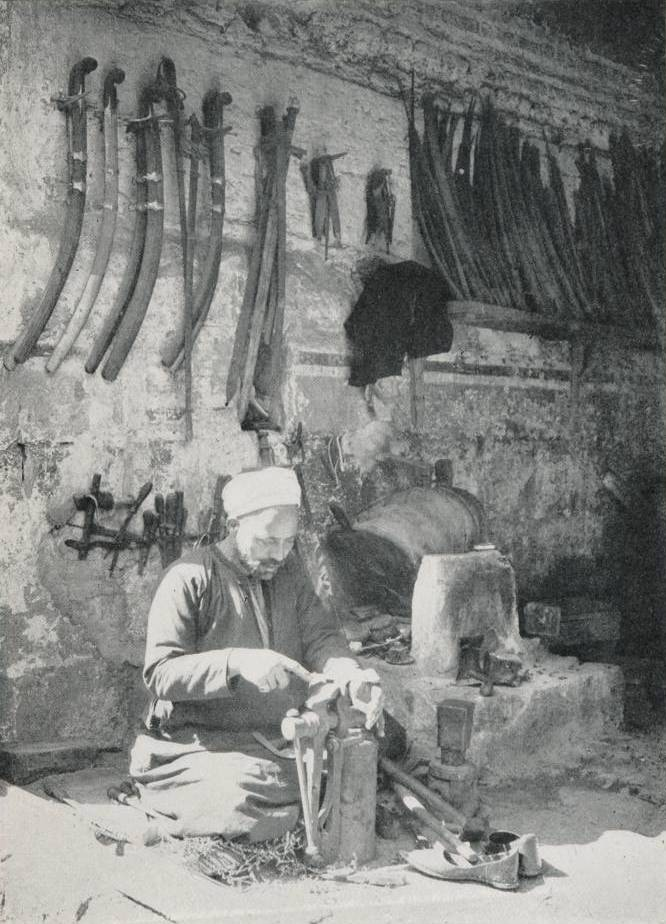
صانع سيوف مصري 1906م

عُرِفَت عدةُ بلدان بصناعة السيوف. منها الهندُ بصناعة السيف المُهنَّد، ودمشقُ بصناعة السيف الدمشقي، السيف ذي التاريخ الطويل.
كانت السيوف في قديم العصور تُصنَع من البرونز، حتى أتى على ذلك العصرُ الحديدي، لأن الشعوبَ التي صهرتِ الحديد صنعت به سيوفها، فاستقوت بذلك حتى ظهرت على شعوب البرونز.

## التاريخ
نقل لنا التاريخ البعيد حوادثَ في المبارزات بالسيف، ولم يزل السيفُ -مع ذلك- ذا مكانة في عصرنا. فالمبارزة بالسيف رياضة مهمة؛ لعبةُ الشِّيش، على سبيل المثال، من الألعاب الأولمبية. وللسيف مكان في الأفراح والفنون، فالرقص بالتُّرْسِ والسيف في بلاد الشام معروفٌ، والرقص به أيضًا في محافل استقبال الملوك والرؤساء أمرٌ لا بُدَّ منه في دولٍ بالخليج. ومن عروض السَّحَرِة بلعُ السيوف. كذلك الدراويش، إذ كان منهم من يُدخِل السيفَ من فمه إلى بطنه، امتثالًا لأمر مذهبه.

### السيف المصري المعروف بالخوبيش
يمكن تتبع تاريخ هذا السيف إلى مملكة سُومِرَ في الألفية الثالثة قبل الميلاد. طوله من خمسين إلى ستين سنتيمتر؛ صُنِعَ من البرونز ثم من الحديد، إذ تغير إلى بَـلْطَةٍ هلاليةِ الشكلِ استُعمِلَت في الحروب. بقي استعماله حتى 1300 ق.م. صُوِّرَ العديدُ من الفراعنة به: عُثِرَ على سيفين منه في مقبرة توت عنخ آمون.

### السيف عند العرب
السيف من أشهر أدوات الحرب في الجاهلية والإسلام، فهو السلاح الرئيسي في القتال، وهو إمَّا ذو حدٍّ واحد وإما ذو حدين. والسيف الجيد يُصنَع من الحديد النقي (الفولاذ)؛ كلمة فولاذ فارسية مُعرَّبة، ومعناها الحديد المُنقَّى من الخَبَث (الشوائب).
منذ العصر الجاهلي أُتقِنَت صناعةُ السيف، حتى جَعَلَ صُنَّاعُه يُوشُّونه ويُحلُّونه بالذهب والفضة. السؤال إذًا يطرح نفسه: هل من ذِكْرٍ لأوَّلِ مَنْ وشَّى السيفَ بالذهب والفضة؟
تذكر المصادر أنَّ سعدَ بنَ سَيْل الزُّهْراني، جدُّ قُصَيِّ بنِ كلابٍ لأمه، كان أول من حَلَّى السيوف بالفضة والذهب: "كان هذا [يقصد سعدًا] أهدى إلى كلاب، والدِ قصي مع ابنته فاطمة والدة قصي، سيفين مُحليَّيْنِ، فجُعِلا في خزانة الكعبة".
هذا الخبر في توشية السيف يدل على إتقان العرب لصناعة السيوف، وعلى معرفتهم لصناعة الذهب، وعلى ثراء أهل قصي الذين ملكوا من الذهب والفضة ما وشَّوْا به سيوفًا. وتُسعفنا المصادر أيضًا في رسم شجرةٍ لنسب سعد بنِ سيل:
عُرِفَ عن قصي أنه تولى أمر الكعبة بعد طرده قبيلتيْ بني بكر وخزاعة من مكة، وأنه جمع القبائل المبعثرة في شعاب مكة وبطاحها تحت زعامته، وسَمَّى هذا التجمعَ باسم قريش، وقريش في اللغة هو التجمُّع؛ يقول ابن إسحاق: "إنما سُمِّيَتْ قريشٌ قريشاً لتجمعها بعد تفرقها. ويقال للتجمع التقرّش".
"ولمّا تزوج قصي بحُبَى بنتِ خليلٍ الخُزَاعِيِّ، وكان له أولاد ومال، عَظُمَ شرفُه وجَمَعَ قومه وتملك عليهم، فكانت إليه ستةُ أمور: الحجابةُ والقيادةُ والسقايةُ والرِّفَادةُ والنَّدْوَةُ واللواء، تَوَزَّعَها أبناؤه من بعده بالتساوي".
هل كان العرب يستوردون السيوف من الخارج؟ إجابة هذا السؤال في أشعار العرب، مثل الأعشى، التي ذكرت استعمال العرب للسيفِ الهندي (الهِنْدُوَانِيِّ). ربما لأنه كان أحكمَ صنعةً من السيف العربيِّ في بلاد العرب آنذاك. يقول الأعشى في مُعلَّقَته:
كلَّا زعـمتـمْ بأنَّـا لا نُـقَاتِـلُكُمْ إنَّـا لأمثـالـكـمْ يا قـومَـنا قُــتُـلُ
حتى يَظَلَّ عميدُ القوم مُتَّكِئًا يَـدْفَـعُ بالـرَّاحِ عـنهُ نِسْوَةُ عُجُلُ
أصابه هِـنـدُوَانِـيٌّ فـأقـصـدَهُ أو ذابلٌ من رماح الخَطِّ مُعتدِلُ
مَنْ أهل هذه الصناعة في بلاد العرب، وأين محالُّها؟ تذكر المصادر أنَّ سيوف اليمن كانت أذكرَ السيوف وأشهرها في جزيرة العرب، وكانت سيوفُ مكةَ مثلَها، ويؤكِّــدُ هذا الأمرَ ما ورد عن خَبَّابُ بن الأَرَثّ، الذي كان يعمل بصناعة السيوف في الجاهلية (خباب من أصحاب الرسول -صلى الله عليه وسلم- ومن المسلمين الأوائل الذين عُذِّبوا في مكة). صَنَعَتِ السيوفَ أيضًا قبائلُ العرب في نجد، مثل قبائل عَدْوَان وقبائل سليم. يُؤكَّد هذا الأمرُ بالنظرِ إلى أسماء السيوف، فكثيرًا ما كانت تُـنْسَبُ إلى مكان صنعها أو إلى صانعها.

#### أنواع السيوف
تذكر المصادر أهم السيوف:
- الأريحية: وأريح موضع بالشام. ويقول الأزهري: "أريح حي من اليمن، لكنَّ معجمَ البلدان يذكر أنَّ أريح بلد بالشام، وهو لغة أريحا".
- السيوف البُصْرِيَّة: عُرِفَت سوقُ «بصرى» بالجودة، وكان يُقَال لسيفها «بُصْرِيٌّ»، وورد في معجم البلدان: "بُصْرَى في موضعين، بالضمّ والقَصْر: إحداهما بالشام من أعمال دمشق، وهي قصبة كورة حوران، مشهورة عند العرب قديمًا وحديثًا. وبُصْرَى أيضًا من قرى بغداد قرب عكبراء". كما تشير بعض المصادر إلى شهرة بلاد الروم والفرس بصناعة السيوف.
- السيوف السريجية: وهي المنسوبة إلى سريج، وهو رجل من بني أسد ذكره محمد بن حبيب: "هو أحد بني معرض بن عمرو بن أسد بن خزيمة، وكانوا قيوناً".
- السيوف اليمنية القلعية: نسبة إلى القلعة وهي موضع باليمن بـوادي ظهر الذي فيه معدن الحديد.
- السيف المَشْرِفِيُّ: منسوب إلى مَشْرِفٌ، وهي قرية باليمن عُمِلَتْ السيوف فيها. وهذا القول يعارض من قال إنها تُنسَب إلى مشارف الشام أو مشارف الريف، وذكر ياقوت: "والمَشْرِفِيُّ منسوب إلى المشارف، وهي قرى للعرب تدنو من الريف. ونَسَبَها أبو ابن الكلبيِّ إلى: "المَشْرِفِ بْنِ مالِكِ بْنِ دَعْرَ بْنِ يَعْرُبَ بْنِ قَحْطانَ". وورد في اللسان: "والمشارفُ قُرًى من أرض اليمن، ومَتَلٌّ من أرض العرب، تدنو من الريف، والسيوف المشرفية منسوبة إليها. يُـقال سيف مَشْرِفِيٌّ". وفي حديث سطيح: "يسكن مشارفَ الشام، وهي كل قرية بين الريف وجزيرة العرب. قيل لها ذلك لأنها أشرفت على الوادي، وقيل هي التي تقرُب من المدن".

وردت السيوف المَشْرِفِيَّةُ كثيرًا في الشعر؛ يقول المتنبي (بحر الوافر):
نُعِدُّ المَـشْـرِفـيَّـةَ والعوالي وتـقـتـلـنا الـمَنُـونُ بلا قِتالِ
ونرتبطُ السوابق مُقربَاتٍ وما يُنجينَ من خَبَبِ الليالي
وكانت من أوسع السيوف ذكرًا في الجاهلية سيوفٌ يمنية. بقي ذكرها مع ظهور الإسلام، مثل:
أ- سيف عمرو بن معديكرب، وعُرِفَ هذا السيف باسم الصَّمْصَامَة.
ب- سيف اسمه «ذو الفَقَّار». ارتبط بالإمام علي بن أبي طالب، الذي حصل عليه في معركة بدر من العاص بن أمية. وقيل إنه واحد من سبعة سيوف أهدتها بلقيس، الملكة المذكورة في القرآن، إلى سليمان، ثم وصل إلى العاص. ولكن لم يُذْكَـر من صنع هذا السيف الذي صار رمزًا، ولا كيف وصل من سليمان إلى العاص. وقيل إنه سيفُ مرثد بن سعد عَمِّ عمرو بن قميئة.
جـ- قيل إنه كان للرسول (ص) سيف يقال له «رَسُوب»، أي يمضي في الضريبة ويغيب فيها، وكان لخالد بن الوليد سيفٌ سَمَّاه مُرسِبًا.
- السيوف الشامية: الحديث عن السيوف وشهرتها وأهميتها في حياة العربي يدفعنا إلى الحديث عن السيوف الشامية، فـلبلاد الشام شُهْرَةٌ بصناعة الأسلحة عموماً، وبالسيوف خصوصًا. فهي حرفة قديمة حافظت الشام عليها مع عوائد الأيام، واستمرت دمشق في الصدارة حتى غزاها تيمورلنك، الذي أخذ معظم صناعها سنة 801هـ / 1400م، قاصدًا إلى إحياء هذه الصناعة في بلاده وإضعافها في الشام، وقد بلغ ما قصد إليه.

ويذكر ابن خلدون أنَّ دمشق ازدهرت بصناعة هذي السيوف، التي يعود تاريخها إلى ما قبل القرن الثالث الميلادي. استمرت هذه الصناعة لأهمية السيوف في الحرب. ذكر الكندي أنواعاً عديدة للسيوف، فعَدَّ منها خمسة وعشرين نوعاً، وتتبع تسمية الفولاذ المستعمل فيها، والمكان الذي صنعت فيه، كاليمانية والهندية، والدمشقية والمصرية والكوفية وغيرها. ومن السيوف ما كانت عليه أشعارٌ وآيات من القرآن وعبارات إسلامية منقوشةٌ بماء الذهب.
كانت تُعَدُّ سيوف دمشق من أجمل ما كان يصنع في بلاد الشام وأفضلها، حتى صار لدمشق صِيتٌ بهذه الصناعة. ازدهرت في دمشق هذه الصناعة بعد القرن الرابع الهجري/ العاشر الميلادي، وكانت صناعتها على طريقة خاصة حتى نُسِبَ اسمها إلى البلد (الطريقة الدمشقية). يتحدث الكِنْدِيُّ عن السيوف الدمشقية ويصفها بالجودة، فيقول: "إنَّ سقايتها أصيلة، وامتازت نِصَالها بقطعها الجيد، ولا يمكن أن يجد الرجل لها مثيلاً لإرهاف حدها ولطف فِرِنْدِها". وبلغ من إتقان صنعتها أنّ الإنسان قد يتخذ إحداها مرآةً لتصليح هِـنْدَامِه. وظلت شهرة الفولاذ الدمشقي، المُطعَّم بأشكال هندسية أو نباتية من الذهب أو الفضة وغيرها من المعادن- حيةً طوال قرون عديدة، ويذكر الكندي أيضًا في رسالته سيوفَ الشِّرَاة في البلقاء جنوبَ بلاد الشام، ونصالَها الرقيقة الطويلة من الحديد الأنيث، ويُعَدِّد أنواعها، فيذكر منها السيوف الدِّيَافِـيَّة، نسبةً إلى دِيَاف في جنوب البتراء، وتُعَدُّ هذه من أهم أنواع السيوف في بلاد الشام أيام الكندي (185هـ-257هـ) (801-870م).
انتقلت السيوف الدمشقية إلى الأندلس، واهتم عبد الرحمن الثاني بتشجيع صناعتها في طُلَيْطَلَةَ وغيرها، كما برزت مزايا السيف الدمشقي في أثناء الحروب الصليبية، فأخذ المحاربون الصليبيون يبحثون عن سر هذه الحرفة وخصائصها، وكانت المادة التي تصنع منها السيوف الدمشقية هي الفولاذ الدمشقي، وتحدث عنه المؤرخون فبيّنوا الفرق بينه وبين الفولاذ الهندي، وهذا مما يؤكد أصالة هذه الصناعة في دمشق. وقد انتقل السيف الدمشقي إلى الغرب من طريق الصليبيين، حتى شاع فيهم وصف هذي السيوف الدمشقية باسم "Damascin".
عُرِفَت بعضُ مدن الشام بسيوفها، كسيوف مدينة مؤاب وسيوف الإيله، وكان لكل سيف شكل أو علامة يمتاز بها من غيره، والسيف العربي مُختلِف الشكل باختلاف الإقليم، فلم يكن له صفات مُوحَّدة، لكنه -في العموم- مُميَّز من السيوف الساسانية والبيزنطية والهندية والرومية.

#### أسماء السيوف
ذكرت المصادر أسماءً للسيوف تبعًا لصفاتها:
1. إذا كان السيف عريضًا فهو صفيحة.
2. إذا كان لطيفًا فهو قضيب.[4]
3. إذا كان صقيلاً فهو خشيب وهو أيضًا الذي بُدِئ طبعُه ولم يُحكَم عمله.
4. إذا كان رقيقًا فهو مَهْـوٌ.
5. إذا كان فيه حُزُوزٌ مطمئنة عن متنه فهو مُفَقَّر ومنه سمي ذو الفَقَّار.
6. إذا كان قَطَّاعًا فهو مِقْصَل ومِخْضَل ومِخْذَم وجُرَازٌ وعَضْبٌ وحسام وقاضب وهُذَامٌ.
7. إذا كان يمر في العظام فهو مُصَمِّمٌ.
8. إذا كان يصيب المفاصل فهو مُطَبِّـق.
9. إذا كن ماضيًا في الضريبة فهو رَسُوبٌ.
10. إذا كان صارمًا لا ينثني فهو صَمْصَامٌ.
11. إذا كان في متنه أثر فهو مأثور.
12. إذا طال عليه الدهر فتكسر حده فهو قَضِمٌ.
13. إذا كانت شفرته حديدًا ذكرًا ومتنه أنيثًا فهو مُذَكَّر، والعرب تزعم أن ذلك من عمل الجن.
14. فإذا كان نافذًا ماضيًا فهو إصليت.
15. إذا كان له بريق فهو إبريق.
16. إذا كان قد سُوِّيَ وطُبِعَ بالهند فهو مُهَنَّد وهندي وهِنْدُوَانِيٌّ.
17. إذا كان معمولاً بالمشارف وهي قرى من أرض العرب تدنو من الريف- فهو مَشْرِفِيٌّ.
18. إذا كان في وسط السوط فهو مِغْوَل.
19. إذا كان قصيرًا يشتمل عليه الرجل فيغطيه بثوبه: فهو مِشْمَل.
20. إذا كان كليلاً لا يمضي فهو كَهَامٌ ودَدَانٌ.
21. إذا امتُهِنَ في قطع الشجر فهو مِعْضَد.
22. إذا امتهن في قطع العظام فهو مِعْضَاد.

## أجزاء السيف

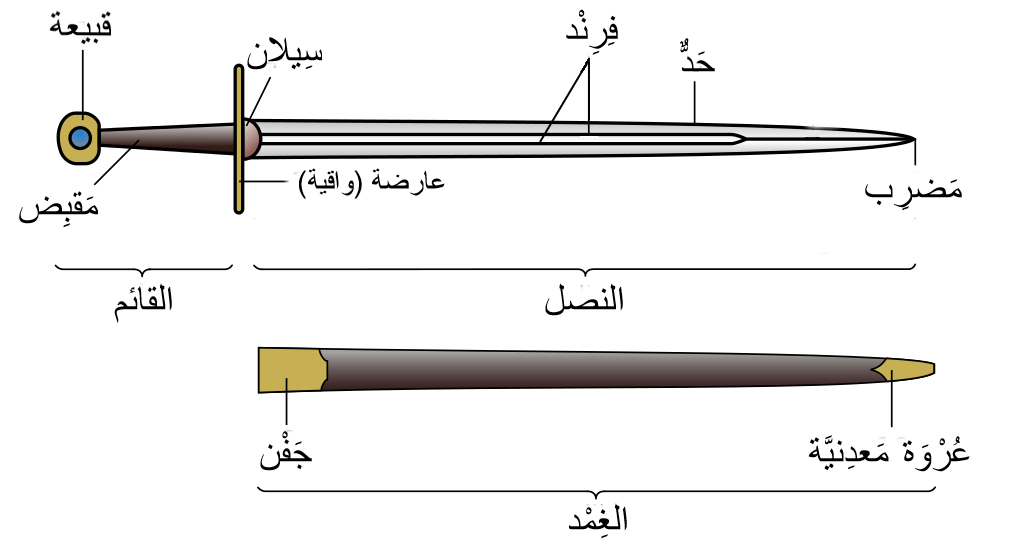
أجزاء السيف

يتكون السيف عادة من جزءين رئيسين هما القائم (الرئاسة) والنصل. وللقائم والنصل عناصر مهمة لا يكاد سيف يخلو منها، وبخاصة السيوفُ العتيقة. بالإضافة إلى الغِمْد (القِرَاب).
قائم السيف (الرئاسة) فيه:
- المَقْبِض: موضع القبض على السيف بجميع اليد.

- القبيعة: الحديدة العريضة على طَرَفِ المَقْبِض. وتُسمَّى بـ«القُلَّّة» إذا كانت مستديرة أو كروية.

- العارضة (الواقية): القطعة الفاصلة بين النصل والقائم. أشكالها مختلفة.

أمّا النصل فهو حديدة السيف دون القائم. ويُقَالُ لجملة النصل: المتنُ. أما حدّه فيقال له: ظُـبَـة، وجمعها ظُبًي وظُبَاء. وفي النصل:
- السِّيلان: ما يدخل من النصل في القائم.
- المَضْرِب: موضع الضرب من الحد. وكذلك العرضان حتى حدي السيف.
- الفِرِنْد: لمعان النصل وما يظهر فيه من طرائق (خطوط) ووَشْيٍ، فائدته تليينُ السيف. يسمَّى الفِرِنْد أيضًا بالأَثْرِ وبالجوهر، ويعرف السيف من هذا النوع بالمأثور. ويقال لهذي الخطوط أيضًا السَّفَاسِقُ، وواحدتها سِفْسِقَة. و«أرض السيف» هو موضع الحديد الذي لا فِرِنْدَ فيه. أما «حصير السيف» فهو ضد ذلك.[5]

## وصلات خارجية
- من موقع الصين اليوم عن طرق استخدام السيف عند الصينيين والتدرب عليها